# Turan Tiging
Turan Tiging is een bestuurslaag in het regentschap Lebong van de provincie Bengkulu, Indonesië. Turan Tiging telt 790 inwoners (volkstelling 2010).